# Nos enfants
Pour plus de détails, voir Fiche technique et Distribution.
Nos enfants (I nostri ragazzi) est un film italien coécrit et réalisé par Ivano De Matteo, sorti en 2014. Il s'inspire librement de l'ouvrage Le Dîner de Herman Koch.
Ce film a été sélectionné pour la Mostra de Venise 2014, dans la section Journée des auteurs.

## Synopsis
Massimo et Paolo sont deux frères assez différents. Le premier est avocat renommé, l'autre pédiatre dans un hôpital. Leurs femmes respectives sont elles aussi assez différentes, et souvent hostiles l'une à l'autre.
Chaque mois, depuis de nombreuses années, ils se rencontrent dans un restaurant chic, où ils discutent de tout et de rien, des plats servis au dernier film français, en passant par le vin et la politique. Leur routine sera rompue par une vidéo de caméras de surveillance qui montrent leurs enfants en train de commettre un crime.
L'équilibre des deux familles vole en éclats. Un sort tragique est sur le point de s'abattre sur elles, et aussi bien les deux frères que leurs femmes envisageront des façons de réagir très différentes.

## Fiche technique
- Titre original : I nostri ragazzi
- Réalisation : Ivano De Matteo
- Assistants réalisateurs : 1) Simone Spada / 2) Dora Dalla Chiesa
- Scénario : Valentina Ferlan et Ivano De Matteo, d'après Le Dîner de Herman Koch
- Musique : Francesco Cerasi
- Décors : Francesco Frigeri (direction artistique), Patrizia Alfonsi
- Costumes : Valentina Taviani
- Photographie : Vittorio Omodei Zorini
- Son : Antongiorio Sabia
- Montage : Consuelo Vatucci
- Production : Marco Poccioni, Marco Valsania
- Sociétés de production : Rodeo Drive (it), Rai Cinema, MIBAC
- Sociétés de distribution : 01 Distribution (Italie) ; Bellissima Films (France)
- Pays d’origine : Italie
- Langue originale : italien
- Format : couleur — son Dolby Digital
- Genre : drame
- Durée : 92 minutes
- Dates de sortie :
  - Italie : 6 septembre 2014
  - France : 10 décembre 2014

## Distribution
- Alessandro Gassman : Massimo
- Giovanna Mezzogiorno : Chiara
- Luigi Lo Cascio : Paolo
- Barbora Bobulova : Sofia
- Rosabell Laurenti Sellers: Benedetta dite Benny
- Jacopo Olmo Antinori : Michele
- Lidia Vitale : Giovanna
- Antonio Salines : le maître d'hôtel du restaurant
- Roberto Accornero : le professeur de Michele
- Sharon Alessandri : la serveuse du restaurant
- Giada Fradeani : Sandra
- Cristina Puccinelli : la secrétaire de Massimo

## Distinctions

### Sélections
- Festival international du film de Venise 2014 : sélection « Giornate degli Autori »